# Kreuzweg Molpertshaus
Der Kreuzweg ist ein dem Leidensweg Jesu Christi nachgebildeter Kreuzweg in Molpertshaus bei Wolfegg.

## Lage
Der Kreuzweg befindet sich am Nordrand von Molpertshaus. Er beginnt etwa 90 Meter Luftlinie nördlich der Kirche St. Katharina. Um zur ersten Station zu gelangen, geht man von der Kirche aus rund 90 Meter in Richtung Mennisweiler und biegt dann bei der Eintürner Straße 23 rechts ab. Station 1 liegt weitere 50 Meter entfernt. Der Kreuzweg endet an der Lourdeskapelle im Nordosten von Molpertshaus.

## Geschichte

### Ursprünge
Im 19. Jahrhundert Die Anlegung des Kreuzwegs in Molpertshaus begann 1888 auf Initiative von Pfarrer Johannes Nepomuk Mennel. Dies wurde durch die unentgeltliche Abtretung von Grundstücken durch Benedikt Sturm und den Adlerwirt Ferdinand Boos ermöglicht. Die Finanzierung erfolgte über Spenden, die von Pfarrer Mennel gesammelt wurden. Ein erhaltenes Stationsbild aus dieser Zeit befindet sich heute im Pfarrhaus Molpertshaus.
Im Jahr 1913 gingen der Kreuzweg und die nahegelegene Lourdeskapelle in den Besitz der Kirchengemeinde über. Über Jahrzehnte hinweg geriet der Kreuzweg jedoch in Vergessenheit, überwuchert und kaum noch genutzt.

### Wiederherstellung
Die Wiederherstellung des Kreuzweges erfolgte ab 1996 auf Initiative von Bürgermeister Manfred Konnes (Wolfegg) und durch das Engagement der Molpertshauser Dorfgemeinschaft. Dies war Teil eines umfassenden Sanierungsprogramms für Flurkreuze und Bildstöcke in der Gemeinde Wolfegg. Die Kosten von 36.000 DM wurden durch Spenden, Beiträge des Landesdenkmalamtes sowie von Gemeinde und Landratsamt finanziert. Die Dorfgemeinschaft leistete dabei umfangreiche ehrenamtliche Arbeitsstunden, und lokale Firmen sowie das Fürstliche Haus Wolfegg unterstützten das Projekt.
Da die ursprünglichen Bilder des Kreuzwegs nicht mehr zu retten waren, wurden neue in Auftrag gegeben. Zunächst begann der Kunstmaler Josef Schugg (1921–1994) mit der Arbeit, konnte jedoch bis zu seinem Tod 1994 nur vier Bilder fertigstellen. Die verbleibenden zehn Stationen wurden daraufhin von der Kirchenmalerin Heike Buchmüller (* 1962) aus Bad Waldsee-Reute auf Kupferblech gemalt. Beide Künstler orientierten sich stilistisch stark am Kleinen Kreuzweg von Gebhard Fugel (1863–1939). Die feierliche Weihe des renovierten Kreuzwegs fand am 12. Oktober 1997 statt.

### Gegenwart
Im Sommer 1998 wurde die 10. Station des Kreuzwegs durch einen Blitzschlag stark beschädigt, aber von der Dorfgemeinschaft in Eigenleistung repariert. Seit 2003 sind die Stationsbilder durch eine feste Verglasung vor Witterungseinflüssen geschützt.

## Finanzierung
Die Finanzierung des ursprünglichen Kreuzwegs begann 1887 auf Anregung von Pfarrer Johannes Nepomuk Mennel (Amtszeit 1875–1895). Dies wurde durch die kostenlose Abtretung des benötigten Geländes von den angrenzenden Landbesitzern Benedikt Sturm und Adlerwirt Boos ermöglicht. Pfarrer Mennel initiierte einen Spendenaufruf, bei dem jedes Pfarreimitglied einen Beitrag zeichnen konnte. Die Zahlung erfolgte teils in Raten, wobei Pfarrer Mennel später einige säumige Spender öffentlich rügen musste.
Dennoch kamen 220 Spenden zusammen, die von 10 Pfennig bis zu 45 Mark reichten, dem Betrag, der für eine einzelne Station veranschlagt war. Pfarrer Mennel selbst und der Pfarrer von Haisterkirch spendeten jeweils eine Station als Vorbild. Mit Einnahmen von 665 Mark und Ausgaben von 632 Mark ergab sich ein Überschuss. Dieser wurde zum Kauf von Opferstöcken verwendet, in die laut Beschluss des damaligen Kirchenstiftungsrates zudem 10 Mark geworfen wurden.
Um die damalige Kaufkraft zu veranschaulichen: Jedes Mitglied des achtköpfigen Sängerchors erhielt bei der Einweihung 1888 einen Verzehrbon über 1 Mark 50 für Essen und Getränke.

## Stationen
| Foto |                 | Baujahr | Name                  | Standort | Beschreibung                                                          | Metadaten                                          |
| ---- | --------------- | ------- | --------------------- | -------- | --------------------------------------------------------------------- | -------------------------------------------------- |
| BW   | Datei hochladen | 1988    | Station 1 · Wikidata  | Standort | Jesus wird zum Tode verurteilt                                        | P84(Architekt): P131(Ort):Wolfegg Region-ISO:DE-BW |
| BW   | Datei hochladen | 1888    | Station 2 · Wikidata  | Standort | Jesus nimmt das Kreuz auf seine Schultern                             | P84(Architekt): P131(Ort):Wolfegg Region-ISO:DE-BW |
| BW   | Datei hochladen | 1888    | Station 3 · Wikidata  | Standort | Jesus fällt zum ersten Mal unter dem Kreuz                            | P84(Architekt): P131(Ort):Wolfegg Region-ISO:DE-BW |
| BW   | Datei hochladen | 1888    | Station 4 · Wikidata  | Standort | Jesus begegnet seiner Mutter                                          | P84(Architekt): P131(Ort):Wolfegg Region-ISO:DE-BW |
| BW   | Datei hochladen | 1888    | Station 5 · Wikidata  | Standort | Simon von Cyrene hilft Jesus das Kreuz tragen                         | P84(Architekt): P131(Ort):Wolfegg Region-ISO:DE-BW |
| BW   | Datei hochladen | 1888    | Station 6 · Wikidata  | Standort | Veronika reicht Jesus das Schweißtuch                                 | P84(Architekt): P131(Ort):Wolfegg Region-ISO:DE-BW |
| BW   | Datei hochladen | 1888    | Station 7 · Wikidata  | Standort | Jesus fällt zum zweiten Mal unter dem Kreuz                           | P84(Architekt): P131(Ort):Wolfegg Region-ISO:DE-BW |
| BW   | Datei hochladen | 1888    | Station 8 · Wikidata  | Standort | Jesus begegnet den weinenden Frauen                                   | P84(Architekt): P131(Ort):Wolfegg Region-ISO:DE-BW |
| BW   | Datei hochladen | 1888    | Station 9 · Wikidata  | Standort | Jesus fällt zum dritten Mal unter dem Kreuz                           | P84(Architekt): P131(Ort):Wolfegg Region-ISO:DE-BW |
| BW   | Datei hochladen | 1988    | Station 10 · Wikidata | Standort | Jesus wird seiner Kleider beraubt                                     | P84(Architekt): P131(Ort):Wolfegg Region-ISO:DE-BW |
| BW   | Datei hochladen | 1988    | Station 11 · Wikidata | Standort | Jesus wird ans Kreuz genagelt                                         | P84(Architekt): P131(Ort):Wolfegg Region-ISO:DE-BW |
| BW   | Datei hochladen | 1988    | Station 12 · Wikidata | Standort | Jesus stirbt am Kreuz                                                 | P84(Architekt): P131(Ort):Wolfegg Region-ISO:DE-BW |
| BW   | Datei hochladen | 1988    | Station 13 · Wikidata | Standort | Jesus wird vom Kreuz abgenommen und in den Schoß seiner Mutter gelegt | P84(Architekt): P131(Ort):Wolfegg Region-ISO:DE-BW |
| BW   | Datei hochladen | 1988    | Station 14 · Wikidata | Standort | Der heilige Leichnam Jesu wird in das Grab gelegt                     | P84(Architekt): P131(Ort):                         |